# 竹根滩镇
竹根滩镇，是中华人民共和国湖北省潜江市下辖的一个乡镇级行政单位。2019年12月3日，竹根滩镇被授予“湖北风俗锣鼓之乡”称号。

## 行政区划
竹根滩镇下辖以下地区：
竹根滩社区、三江村、万滩村、彭洲村、泗河村、潜河村、潭口村、前明村、夫耳堤村、董滩村、双桥村、左桥村、九村、永林村、东门口村、丁湖村、群爱村、田店村、回龙村、青年村、仁合村、群联村、田岭村、李垸村、王拐村、康岭村、周岭村、黑流渡村、美丽村、朱湖村、沙街村、杨林洲村、罗赵湾村和竹根滩村。